# Cecoslovacchia ai Giochi della VII Olimpiade
La Cecoslovacchia come prima apparizione olimpica, ha partecipato ai Giochi della VII Olimpiade di Anversa con una delegazione di 119 atleti (118 uomini, 1 donna), suddivisi su 13 discipline.

## Medagliere

### Per discipline
| Sport              | Oro | Argento | Bronzo | Totale |
| ------------------ | --- | ------- | ------ | ------ |
| Hockey su ghiaccio | 0   | 0       | 1      | 1      |
| Tennis             | 0   | 0       | 1      | 1      |
| Totale             | 0   | 0       | 2      | 2      |

### Medaglie
| Medaglia | Atleta                         | Sport              | Evento       |
| -------- | ------------------------------ | ------------------ | ------------ |
| Bronzo   | Cecoslovacchia                 | Hockey su ghiaccio | -            |
| Bronzo   | Milada Skrbková Ladislav Žemla | Tennis             | Doppio misto |

## Risultati

### Pallanuoto
| Atleta | Classifica                                                                      |                           |
| --- | ------------------------------------------------------------------------------- | ------------------------- |
| V · D · M Nazionale maschile cecoslovacca di pallanuoto · Giochi olimpici - Anversa 1920 Franěk · Novotný · Lancinger · Stibor · Sedláček · Girl · Černík · Hora · CT : - | 6°                                                                              |                           |
| Nazionale maschile cecoslovacca di pallanuoto · Giochi olimpici - Anversa 1920                                                                                            |                                                                                 |                           |
| Franěk · Novotný · Lancinger · Stibor · Sedláček · Girl · Černík · Hora · CT: -                                                                                           | Franěk · Novotný · Lancinger · Stibor · Sedláček · Girl · Černík · Hora · CT: - | Cecoslovacchia (bandiera) |